# Galena (cântăreață)
Galina Viceva Ghenceva (bulgară: Галина Вичева Генчева; n. 21 mai 1985, Smeadovo, Șumen, Bulgaria), cunoscută profesional ca Galena (bulgară: Галена), este o cântăreață bulgară de pop-folk.

## Biografie
Galena s-a născut pe 21 mai 1985 în Smeadovo, Bulgaria. Aceasta a urmat cursuri de canto popular la Școala de Muzică din Șumen. Ulterior, artista s-a mutat în Dimitrovgrad, unde urma să participe la un casting pentru casa de discuri Payner⁠(bg)[traduceți].

## Discografie

### Albume
Albume de studio
| Titlu              | Detalii                                                                             |
| ------------------ | ----------------------------------------------------------------------------------- |
| Galena             | - Lansat: 13 aprilie 2006 - Casă de discuri: Payner - Formate: CD, digital download |
| Sled 12            | - Lansat: 25 iulie 2008 - Casă de discuri: Payner - Formate: CD, digital download   |
| Oficialno zabranen | - Lansat: 30 aprilie 2010 - Casă de discuri: Payner - Formate: CD, digital download |
| Az                 | - Lansat: 19 octombrie 2011 - Casă de discuri: - Formate: CD, digital download      |
| Koy                | - Lansat: 5 august 2015 - Casă de discuri: Payner - Formate: CD, digital download   |

Compilații
| Titlu                                 | Detalii                                                                             |
| ------------------------------------- | ----------------------------------------------------------------------------------- |
| Dushata mi kreshti                    | - Lansat: octombrie 2007 - Casă de discuri: Payner - Formate: CD, digital download  |
| The Best of Galena                    | - Lansat: iunie 2009 - Casă de discuri: Payner - Formate: CD, digital download      |
| Zlatnite hitove na Payner 15 – Galena | - Lansat: 12 aprilie 2013 - Casă de discuri: Payner - Formate: CD, digital download |

Albume video
| Titlu                       | Detalii                                                                         |
| --------------------------- | ------------------------------------------------------------------------------- |
| Galena Best Video Selection | - Lansat: 2008 - Casă de discuri: Payner - Formate: DVD, DVD-Video              |
| Az                          | - Lansat: 19 octombrie 2011 - Casă de discuri: Payner - Formate: DVD, DVD-Video |